# Bibi Andersson
|  | No s'ha de confondre amb Bibi Andersen. |

Berit Elisabeth Andersson, més coneguda com a Bibi Andersson, (Estocolm, 11 de novembre de 1935 - Estocolm, 14 d'abril de 2019) va ser una actriu de teatre i de cinema sueca.

## Biografia
Andersson va néixer l'11 de novembre de 1935 al districte de Kungsholmen, de la ciutat sueca d'Estocolm. Després d'estudiar a l'acadèmia d'art dramàtic d'Estocolm, i al conservatori nacional, va ser contractada per Ingmar Bergman al teatre de Malmö. Va debutar en el cinema el 1953. El 1955, Bergman li va oferir un petit paper a Somriures d'una nit d'estiu, després el 1955 un paper més important, el de la companya de Jof, a El setè segell.
Bibi Andersson va ser l'esposa de l'escenògraf Kjell Grede.

## Filmografia
Filmografia:
- 1953: Dum-Bom de Niels Poppe
- 1954: Herr Arnes penningar de Gustaf Molander
- 1954: En natt pa Glimmingehus de Torgny Wickman
- 1955: Flickan i regnet d'Alf Kjellin
- 1955: Somriures d'una nit d'estiu (Sommarnattens leende) d'Ingmar Bergman
- 1956: Sista paret ut d'Alf Sjoberg
- 1956: El setè segell (Det sjunde inseglet) d'Ingmar Bergman
- 1957: Egen ingång de Hasse Ekman
- 1957: Herr Sleeman kommer (TV) d'Ingmar Bergman
- 1957: Maduixes silvestres (Smultronstället) d'Ingmar Bergman
- 1957: Sommarnoje sokes de Hasse Ekman
- 1958: Nära livet d'Ingmar Bergman
- 1958: Du ar mitt aventyr de Stig Olin
- 1958: Ansiktet d'Ingmar Bergman
- 1959: Den kara leken de Kenne Fant
- 1959: Djävulens öga d'Ingmar Bergman
- 1960: Bröllopsdagen de Kenne Fant
- 1960: Karneval de Lennart Olsson
- 1961: Nasilje na trgu de Leonardo Bercovici
- 1961: Lustgarden d'Alf Kjellin
- 1962: Alskarinnan de Vilgot Sjöman
- 1962: Kort ar sommarren de Bjarne Henning-Jensen
- 1964: För att inte tala om alla dessa kvinnor d'Ingmar Bergman
- 1965: Juninatt de Lars-Erik Liedholm
- 1966: Syskonbadd de Vilgot Sjöman
- 1966: On d'Alf Sjoberg
- 1966: Duel at diablo de Ralph Nelson
- 1966: Scussi, lei e favorevole, o contrario d'Alberto Sordi
- 1966: Persona d'Ingmar Bergman
- 1967: Le Viol de Jacques Doniol-Valcroze
- 1968: Flickorna de Mai Zetterling
- 1968: Svarta palmkroner de Lars-Magnus Lindgren
- 1969: Storia du una donna de Leonardo Bercovici
- 1969: Violenza al sol de Florestano Vancini
- 1969: Tænk på i tal de Palle Kjaerulff Schmidt
- 1969: Passió (En passion) d'Ingmar Bergman
- 1970: La carta del Kremlin (The Kremlin letter) de John Huston
- 1971: Beröringen d'Ingmar Bergman
- 1972: Tjelovek s drugo storoni de Youri Jegorov
- 1973: Secrets d'un matrimoni (Scener ur ett aktenskap) d'Ingmar Bergman
- 1974: La Rivale de Sergio Gobbi
- 1974: After the fall de Gilbert Cates
- 1975: Il pleut à Santiago de Helvio Soto
- 1975: Blondy de Sergio Gobbi
- 1977: I never promised you a rose garden d'Anthony Page
- 1978: L'enemic del poble (An Enemy of the People) de George Schaefer
- 1978: L'Amour en question d'André Cayatte
- 1978: Quintet de Robert Altman
- 1978: Twee vrouwen de George Sluizer
- 2007: Arn - Tempelriddaren de Peter Flinth

## Premis i nominacions

### Premis
- 1958: Premi a la interpretació femenina (Festival de Canes) per Nära livet[5]
- 1963: Ós de Plata a la millor interpretació femenina per Älskarinnan
- 1967: Étoile de Cristal de l'acadèmia de cinema per Syskonbadd